# Пауль Ландерс
Гайко Пауль Гірше (нім. Heiko Paul Hiersche), більш відомий як Пауль Ландерс (нім. Paul Landers; 9 грудня 1964, Східний Берлін) — німецький музикант та гітарист гурту Rammstein.

## Дитинство
Своє дитинство Пауль провів у Берліні, в районі Баумшуленвег. Район був відомий тільки завдяки деревному розпліднику і крематорію. У школі вчився посередньо і мав дуже слабке здоров'я, що породило чутки про те, що він народився недоношеним.
Рік він жив у Москві на вулиці Губкіна і вчився в школі при посольстві НДР. Вивчав там російську мову й трохи нею володіє, іноді демонструє згадування російських слів. Також він встиг відвідати Українську РСР, де на початку сімдесятих років були проблеми з продовольством. Він сам встиг пожити в такій ситуації і навіть коли повертався в НДР, сподівався повернутися до Росії.
У Пауля була сестра на три роки старша за нього, яка вчилася грати на фортепіано. Пауль також намагався займатися грою на фортепіано, проте вчителька музики була незадоволена його поведінкою. Він намагався займатися грою на кларнеті (його батьки вважали, що це ідеальний варіант), але Пауль кинув потім заняття грою на кларнеті.
Крім музичних захоплень, Пауль займався конструюванням. Серед його примітивних винаходів була лампа, яка вмикалася кожного разу, коли відкривалися двері в його кімнату. Також Пауль був членом гуртка «Юні матроси».
У віці 16 років він покинув батьківський дім через постійні сварки з вітчимом. Пауль змінив низку імен, в кінці повністю виключивши Хайко, що зробило його ім'я - Пауль Хірш.

## Музична кар'єра
У 1983 Ландерс засновує в Східній Німеччині панк-рок групу, Feeling B, спільно з Флаке Лоренцом та Олексієм Ромпей, в якій пізніше також гратиме Крістоф Шнайдер. У 1986 Ландерс бере участь у формуванні іншої групи, First Arsch, з Тіллем Ліндеманном і Ріхардом Круспе. Пауль також грав у ряді інших музичних груп, включаючи Die Firma і Die Magdalene Keibel Combo.
Ліндеманн, Круспе, Шнайдер і бас-гітарист Олівер Рідель в 1994 р. беруть участь в Berlin Senate Metro Beat Contest і виграють його, що дозволяє їм записати 4 демо-треки в професійній студії. Ландерс і Флаке незабаром приєднуються до компанії, і група бере назву Rammstein.
Як це не дивно, але Пауль кілька разів згадував про те, що він не любить рок-музику, але "з Rammstein це, здається, працює".

## Приватне життя
Після школи Пауль паралельно вчився на фахівця з телекомунікацій, проте поєднувати музичну кар'єру було дуже важко. Пауль кілька разів змінив місце роботи.
У Хіддензее Пауль зустрів свою майбутню дружину Ніккі Ландерс (родом з Лейпцига). Вони нелегально знімали квартиру, що було повсякденним в НДР. У 1984 вони одружилися (у віці 20 років), тоді ж Пауль взяв прізвище дружини Ландерс. Шлюб тривав недовго і незабаром розпався. Після розлучення він переїхав спочатку до Флаке, а потім оселився поруч з Олексою Ромпей. Еміль народився від якоїсь жінки на ім'я Івонна Райнке. Зараз Пауль живе в Берліні зі своїми двома дітьми - Емілем і Лілі. Лілі - друга дитина Пауля, народилася від Аріель Троси, візажистки групи Rammstein.